# Hoa Lang (phim truyền hình Hàn Quốc)
Hoa Lang (tiếng Hàn: 화랑; Hanja: 花郞) là một bộ phim truyền hình Hàn Quốc có sự góp mặt của các diễn viên nổi tiếng như Park Seo-joon, Go Ara, Park Hyung-sik và các idol như Choi Min-ho và Kim Tae-hyung. Bộ drama được bắt đầu lên sóng vào ngày 19 tháng 12 năm 2016 trên kênh KBS 2.

## Tóm lược nội dung
Bộ phim xoay quanh những niềm đam mê và tình yêu của các chiến sĩ Hoa Lang trẻ tuổi vào thời Vương Quốc Tân La 1500 năm về trước. Sáu chàng trai trẻ với sáu sắc màu khác nhau chính là tâm điểm của drama.

## Dàn diễn viên

### Diễn viên chính
- Park Seo-joon vai Moomyung (Sun-woo Rang)

Một thanh niên sinh ra trong nghèo khó vượt qua bao khó khăn trong cuộc sống để trở thành một chiến sĩ Hoa Lang huyền thoại.
- Go Ara vai Ahro (Hanja: 娥露, Hán Việt: Nga Lộ)
- Park Hyung-sik vai Tam Mạch Tông (tiếng Hàn: 삼맥종; Hanja: 三麥宗; Romaja: Sammaekjong)

### Diễn viên phụ

#### Các chiến binh
- Choi Min-ho (Min-ho của Shinee) vai Sooho
- Do Ji-han vai Panryu
- Jo Yoon-woo vai Yeowool
- Kim Taehyung (V của BTS) vai Hansung

#### Hoàng tộc
- Kim Ji-soo vai Thái Hậu Jiso (Hanja: 只召太后, Hán Việt: Chỉ Triệu Thái Hậu
- Choi Won-young vai Ahn-ji Gon
- Seo Ye-ji vai Công Chúa Sookmyung (Hanja: 叔明公主, Hán Việt: Thúc Minh Công Chúa)
- Song Yeong-kyu vai Hwi Kyung-gong

#### Tộc Wang Kyung
- Lee Da-in vai Soyeon (Hanja: 綏娟, Hán Việt: Tuy Quyên)
- Sung Dong-il vai Lord Wi-hwa
- Choi Won-young vai Lord Ahn-ji
- Yoo Jae-myeon vai Paoh
- Kim Kwang-kyu vai Pi Joo-gi

#### Tộc Mang Mang Chon
- Lee Kwang-soo vai Makmoon/Sun Woo[6]
- Kim Won-hae vai Woo-reuk

#### Khác
- Kim Ye Joon vai Moo Myung lúc nhỏ
- Kim Chang-wan vai Park Yeong-shil
- Lee Byung-joon vai Ho-gong
- Ko In-bum vai Kim Seub
- Kim Jong-go vai Suk Hyun-je
- Jin Joo-hyung vai Jang-hyun
- Kang Dong-woo vai Mu-cheol
- Han Jung-hoon vai Joo-gi
- Ooon
- Cha Oh-bin
- Song Min-hyung vai Kim Hyung-won
- Lee Min-ho vai So-gam
- Baek Jae-jin vai Yang Jo-jang
- Ban Min-jung vai Mi Roo-hyang
- Lee Kwan-hoon vai Hyun Chu
- Jun Bum-soo
- Kim Tae-hyung

## Sản xuất
Buổi đọc kịch bản đầu tiên được tổ chức vào ngày 1 tháng 3 năm 2016. Bộ phim bắt đầu bấm máy từ ngày 31 tháng 3 và đóng máy vào ngày 1 tháng 9.

## Nhạc phim

### OST phần 1
| STT              | Nhan đề                             | Artist           | Thời lượng |
| ---------------- | ----------------------------------- | ---------------- | ---------- |
| 1.               | "Anywhere (그 곳이 어디든)"         | Han Dong-geun    | 04:48      |
| 2.               | "Anywhere (그 곳이 어디든)" (Inst.) |                  | 04:48      |
| Tổng thời lượng: | Tổng thời lượng:                    | Tổng thời lượng: | 09:36      |

### OST phần 2
| STT              | Nhan đề                                         | Artist           | Thời lượng |
| ---------------- | ----------------------------------------------- | ---------------- | ---------- |
| 1.               | "Even If I Die, It's You (죽어도 너야)"         | V, Jin (BTS)     | 03:50      |
| 2.               | "Even If I Die, It's You (죽어도 너야)" (Inst.) |                  | 03:50      |
| Tổng thời lượng: | Tổng thời lượng:                                | Tổng thời lượng: | 07:40      |